# 武汉学院
武汉学院，原名中南财经政法大学武汉学院，是创始于2003年的全日制本科层次普通高校，创建人是陈一丹。原为中南财经政法大学下设独立学院，2012年开始自授学位，2015年曾传出要改名为武汉财经科技学院，后又得到教育部批复改为现名。学校位于武汉市，开设的本、专科专业涵盖经济学、管理学、法学、文学、理学、工学、艺术学等七大学科门类，下设财会系、法律系、工商管理系、金融系、经济贸易系、外语系、新闻传播系、信息系、艺术系等九个系和通识教育部。